# Vitbandad gräsfjäril
Vitbandad gräsfjäril, Chazara briseis, är en fjärilsart som först beskrevs av Carl von Linné 1764. Enligt Artfakta ingår arteni släktet Chazara men enligt Catalogue of Life är tillhörigheten istället släktet Satyrus. Enligt båda källorna tillhör vitbandad gräsfjäril familjen praktfjärilar, Nymphalidae. Arten har påträffats i Sverige en gång, 1963. Trots att fyndplatsen, Löderup i Skåne, hade passande biotoper, är det osannolikt att arten reproducerat sig i Sverige. Arten påträffas på torra magra gräsmarker med kalkhaltig jord och flyger från mitten av juli till mitten av augusti. Larven lever på diverse gräs, bland annat backskafting Brachypodium pinnatum, fjädergräs Stipa pennata, fårsvingel Festuca ovina, atlantisk älväxing Sesleria caerulea och raklosta Bromopsis erecta. Tretton underarter finns listade i Catalogue of Life.
Arten har flera från varandra skilda populationer i Europa, norra Afrika och Asien. Den lever i låglandet och i bergstrakter upp till 2700 meter över havet.

## Underarter enligtCatalogue of Life.[2]
- Satyrus briseis agota (Agenjo, 1961)
- Satyrus briseis albanica Rebel & Zerny, 1932
- Satyrus briseis balmes (Agenjo, 1961)
- Satyrus briseis hyperleuca (Verity, 1937)
- Satyrus briseis latiusalba (Verity, 1937)
- Satyrus briseis micromeridionalis (Verity, 1937)
- Satyrus briseis oxidae (Gómez Bustillo, 1980)
- Satyrus briseis pannonica (Moucha & Varin, 1959)
- Satyrus briseis parrai (Agenjo, 1961)
- Satyrus briseis peimica (Varin, 1958)
- Satyrus briseis peimicameridionalis (Varin, 1958)
- Satyrus briseis penai (Agenjo, 1961)
- Satyrus briseis variabilis (Varin, 1958)

## Bildgalleri

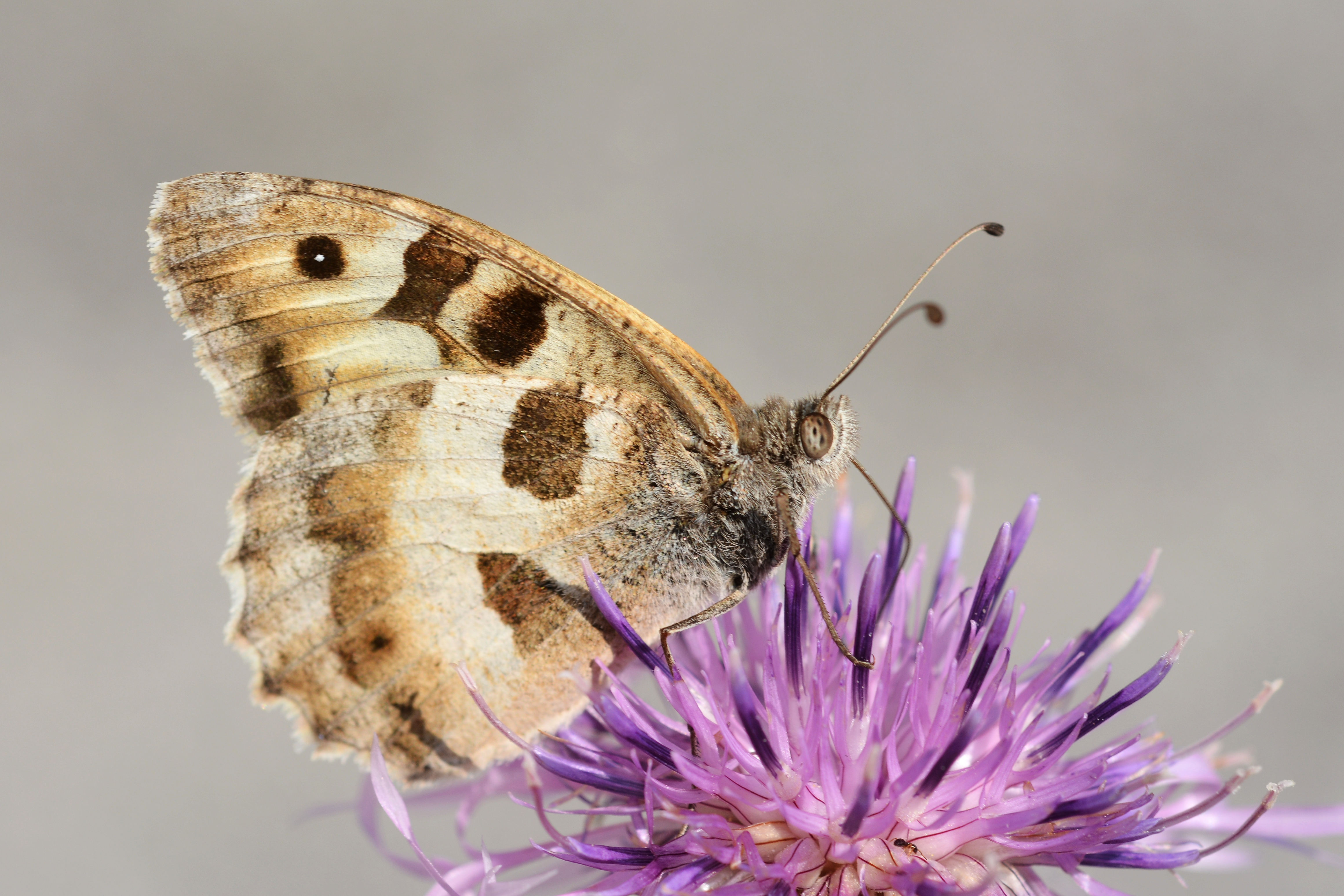
Imago fjäril, hane
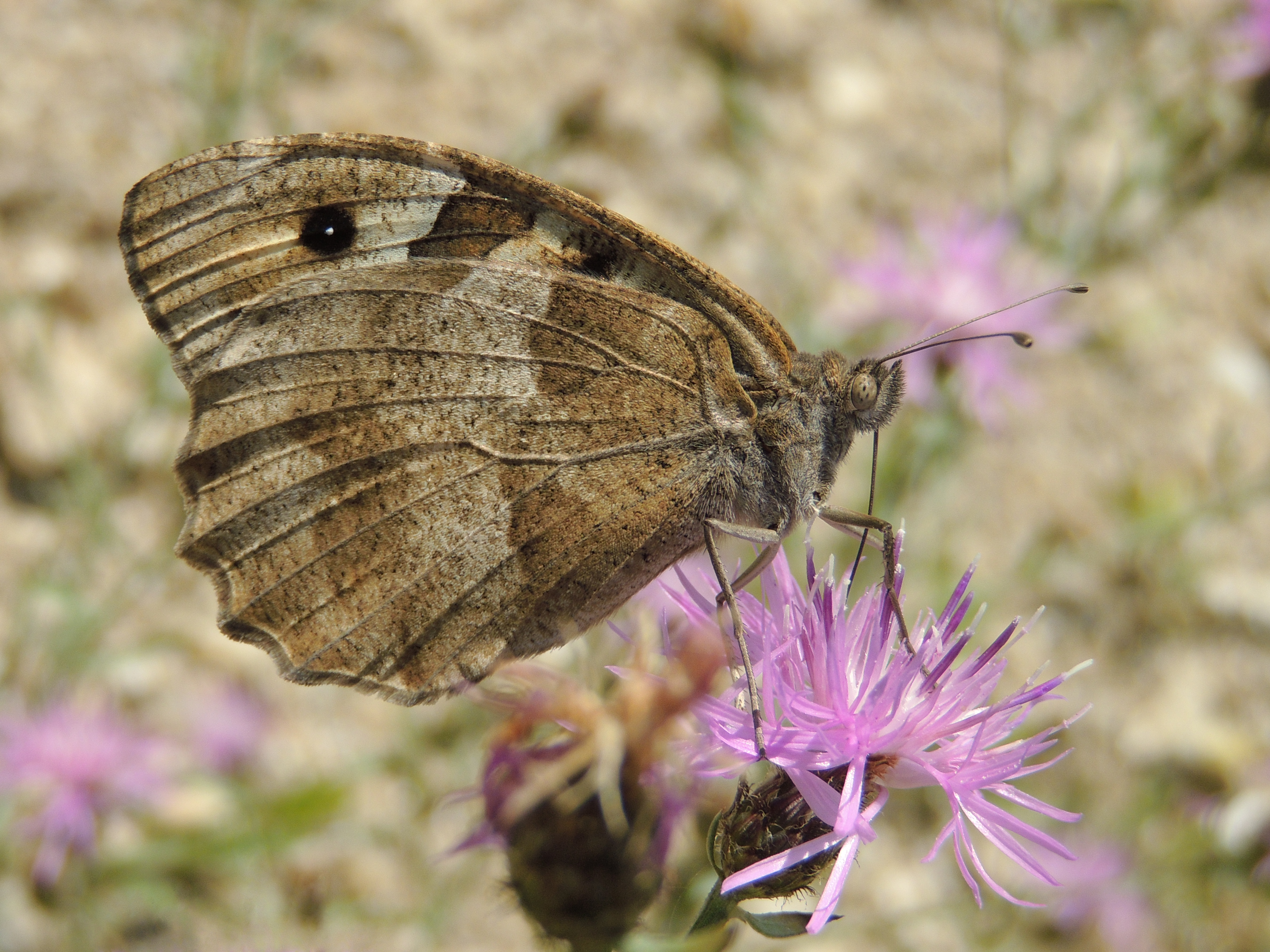
Imago fjäril, hona
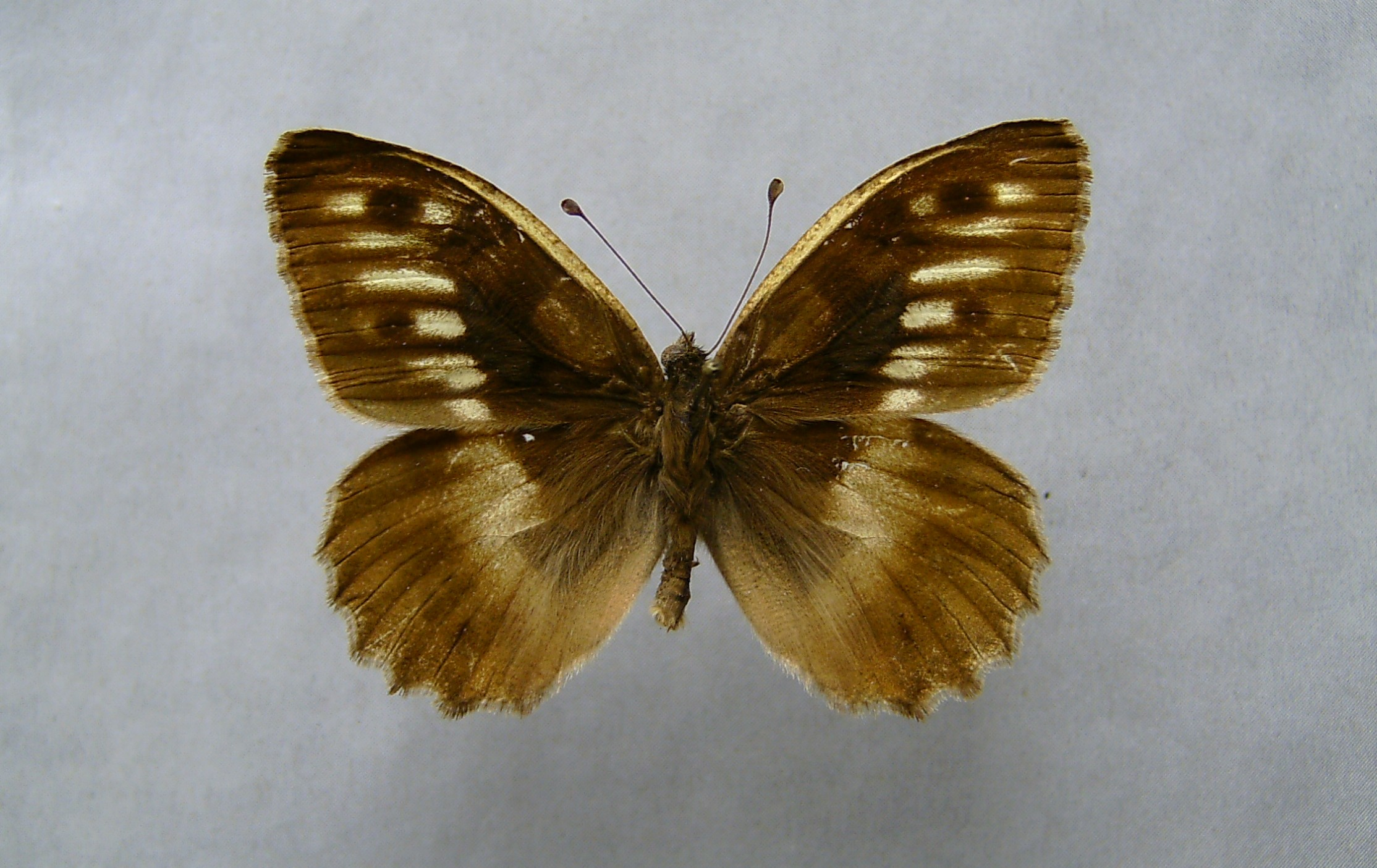
Preparerad (uppnålad) imago fjäril